# Bela Vista (distrito de Itapipoca)
Bela Vista é um distrito do município de Itapipoca, no estado do Ceará.